# محمود العبيدي
محمود العبيدي (1922-2008)، رسام ونحات وفنان تشكيلي عراقي. ساهم في أحياء الحركة الفنية في مدينة كركوك منذ عقد الأربعينيات من القرن العشرين. 

## حياته ودراسته
أنهى محمود العبيدي الدراسة الابتدائية والمتوسطة في مدارس كركوك، ثم التحق بدار المعلمين، ونال شهادة الدبلوم عام 1945، وتعيَّن معلماً عام 1946 فمديراً، وفي عام 1949 افتتح معرضاً فنيَّاً بالاشتراك مع الفنان التشكيلي آزاد شوقي والدكتور سنان سعيد، ثم التحق لتدريس مادة الرسم في المدارس الإعدادية عام 1950. ويعتبر محمود العبيدي مؤسس جماعة فناني كركوك في عام 1953، وكانت الجماعة تتألف من ثلاثة أعضاء: محمود العبيدي وصديق احمد عاشور وسنان سعيد. افتتح أول معرض مشترك لهذه الجماعة في العام نفسهِ في قاعة مدرسة غازي الإبتدائية، وحصل على جائزة المعرض الصناعي والزراعي في كركوك سنة 1952، وفي عام 1954 افتتح معرض الجماعة الثالث في قاعة المكتبة العامة القديمة بكركوك باسم (معرض أصدقاء الفن)، شارك في المعرض كل من الفنانين عز الدين الصندوق وصدِّيق أحمد عاشور. وفي العام نفسه افتتح معرض الجماعة الرابع بمشاركة كل من محمد مهدي وعبد الله أمين وهاشم إسماعيل الموصلي والسيدة زاروهي كيورك. وفي معرض الجماعة الخامس الذي اقيم في المكان نفسه عام 1955 شارك فيه كل من محمود العبيدي وسنان سعيد وعز الدين الصندوق ومحمد مهدي وعبد الله أمين وهاشم إسماعيل.

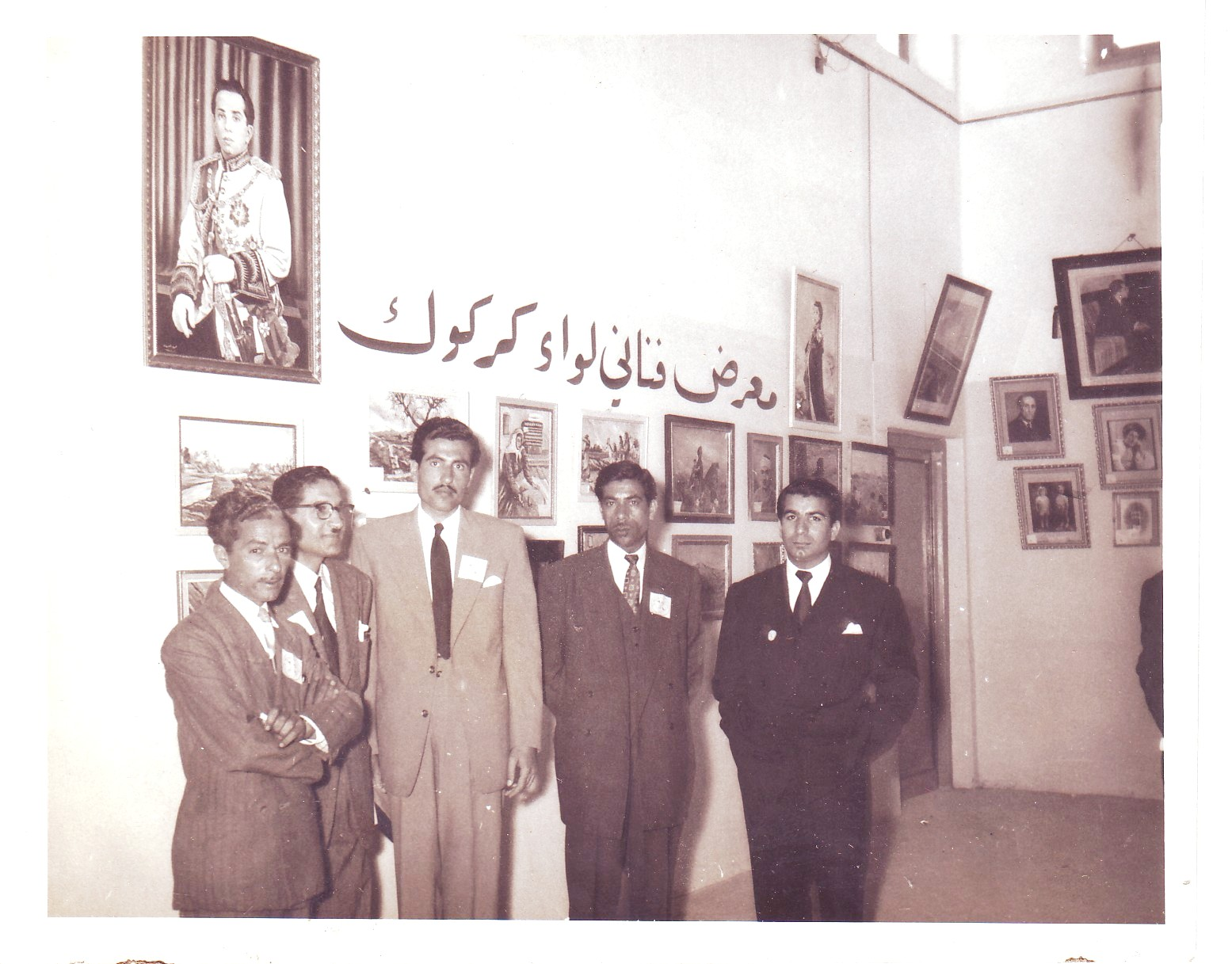
جماعة فناني كركوك في عام 1954

وفي عام 1957 افتتح المعرض الحادي عشر والثاني عشر في قاعة المعهد الثقافي الأمريكي بمدينة كركوك باشتراك فنانين جدد ينتمون إلى قوميات واديان مختلفة. وفي عام 1960 عندما عُيِّنَ محمود العبيدي مديراً للنشاط الفني في كركوك، انضم إلى الجماعة عدد كبير من فنانين آخرين كانوا يزاولون التدريس في المدارس الابتدائية والثانوية نذكر من بينهم: خالد رمضان ومحمد عزت وآيدن حسين وكمال طاهر وعباس حسين وآيدن شاكر وأكرم صابر وفخري جلال ونور الدين عزت وغيرهم.
وافتتحت جماعة فناني كركوك عدة معارض فنية خارج كركوك، خاصة في مدينة بغداد وفي تركيا، يقول الفنان شاكر حسن آل سعيد: إن الأستاذ العبيدي أوَّل مَن ابتكر رسم الصور بالسيراميك في العراق، واجتاز دورة السيراميك على يد الخبير الياباني (تورد)، وتعلم صنع الأفران والعمل بالسيراميك. وهو أوَّل من أدخل فن السيراميك إلى شعبة النشاط الفني في كركوك، وحصل على الجائزة ألأولى من منظمة اليونسكو في مسابقة لصنع تمثال الفيلسوف الكندي.

## من مؤلفاته
1. كتاب فن الرسم (سنة 1960).
2. كتاب الأشغال اليدوية (سنة 1967).
3. كتاب كيف تصنع المجسمات (سنة 1963).
4. نبذة من مسيرتي الفنية (سنة 2008).
5. الحفر على الخشب.

## من منجزاته
1. (مجلة النشاط الفني).
2. (مجلة صدى الشباب) سنة 1958.

## من أعماله الفنية
1. نصب الأسماك في واسط.
2. نصب الأمومة في كركوك.

كرم من قبل وزارة الثقافة والإعلام العراقية سنة 1990 باعتباره من الفنانين الرواد في الحركة التشكيلية في العراق.